# Јуриј Кондратјук
Јуриј Васиљевич Кондратјук (право име је Шаргеј Олександр Хнатович) је рођен 9. (21) јуна 1897. године у Украјини - датум и место смрти је неизвестан, не раније од 1942. године - украјински научник, изумитељ, један од пионира ракетске технике и теорије путовања у свемир. Аутор је такозване "трасе Кондратјука" којом су путовали на Месец свемирски бродови "Аполон".

## Живот
Рођен је у Полтави. Његова мајка Људмила Шаргеј је била професорица француског језика, а отац, Игнатиј Шаргеј - јеврејски конверт католичке вере, студент Кијевског универзитета. Малог Олександра је васпитавала његова бака Катерина и неродни деда Јаким Даценко, из села Мала Павливка. Мајка Олександра се лечила у психијатричкој болници, док је отац био као "вечни студент", студирао је у Немачкој империји. Олександр Шаргеј је после писао у својој аутобиографији о родитељима: "васпитао ме је неродни деда". Након повратка у Руску империју 1906. године отац Олександра је узео сина са собом у Санкт-Петерсбург.
1910-1916. година Олександр је студирао у Другој полтавској мушкој гимназији. Завршио је са сребрном медаљом.
1916. године Олександр је уписао механичко одељење Петроградског политехничког института, али већ у новембру исте године отишао је у војску и постао старешина. До демобилизације 1918. године учествовао је у турском фронту. После Октобарске револуције као официр револуцијске војске био је мобилизован у Белу армију, али је дезертирао и преселио се у град Смила (данашња Черкаска област, Украјина). Пошто се плашио репресија због своје официрске прошлости, променио је име и презиме и постао Јуриј Кодратјук и под таквим именом је живео до краја свог живота.
Независно од Костјантина Циолковског проучавао је основне проблеме космонаутике, летова у свемир и моделирања свемирских бродова. У свом раду "Освајање свемира" 1929. године навео је главну формулу лета ракете, теорију вишестепенских ракета. Он је био први ко је формулисао теорију вишестепенских ракета и предложио је да се користе одређене метале и неметале за ракетно гориво. 
Многе идеје Јурија Кондратјука (о формирању свемирских система, о калкулацији трајекторије лета за слетање на Месец) касније су биле искоришчене у практичној космонаутици. Наиме, резултати његовог научног дела "О освајању међупланетсног простора" имплементирани су при планирању слетања американских космонаута на Месец 1969. године. Тада су космонаути на обратној страни Месеца назвали један кратер по имену Кондратјука.
Када је почео Други светски рат, отишао је на фронт као простовољац.
Дуго време се сматрало да је Кондратјук погинуо 3. октобра 1941. године (зато је тај датум забележен на његовој мемориалној дасци у Полтави). Али касније су пронађене доказе да је тада Кондратјук још био жив. Зато је постала популарна нова верзија према којој научник је умро 23. фебруара 1942. године под градом Киров Калузке области. Сахрањен је у братској гробници близу града Кирова. Према верзији Джона Хуболта умро је 1952. године. Мада је највероватније умро у контрационом логору. 

## Главни датуми у научном животу
- 1925. године - послао је Холовнауци у Москви свој рукопис "О међупланетним путовањима"
- у јануару 1929. године у Новосибирску издао је књигу "Освајање међупланетних простора" Архивирано 2013-10-05 на сајту 
- 1930. године је осуђен неправедно, радио је у конструкторном бироу ОДПУ као инжењер
- 1932-1933. године у Новосибирску радио је на пројекту Кримске ветрењаче. Наставио је тај рад у Харкову. Пројекат је предвиђао изградњу ветрењаче јачине 12 хиљада киловата у време, када су зададне ветрењаче имале максимално неколико стотина киловата.
- 1939. године Кондратјук је стао на челу одељења пројектно-истраживачке установе ветрењаче у Москви.

## Допринос у науку и међународно признање
Јуриј Кондратјук је ушао у историју науке и технике као аутоб многих оригиналних идеја у ракетној и свемирској области. Наиме, он је био прво ко је објаснио економску сврхисходност веркиталног полетања ракете, формирања транзитних база током лета, кочења у горњим деловима атмосфере, коришчења енергије сунца свемирским бродовима и тако даље. Његово највеће достигнуће је калкулација лета човека на Месец, коју су искористили американци. 
| „ | «Када ујутру у марту 1968. године ја сам узбуђено гледао на мису Кенеди на старт ракете која је требала да однесе брод „Аполлон-9“ према Месецу, ја сам мислио на украјинца Јурија Кондратјука, који је прорачунао трасу по којој су требали да лете наши астронаути». | ” |

## Сећање на Кондратјука
- 1970. године улица у Минској регији Кијева именована је именем Кондратјука
- 2016. године једна улица у граду Днипро носи име Кондратјука
- Федерација Украјине је издала спомен медаљу "Јуриј Кондратјук"[7]
- Музеј авиације и космонаутике  у Полтави носи његово име
- Народна банка Украјине је издала 1997. године кованицу "Јуриј Кондратјук", а 1997 и 2002. године - поштанске марке[8].
- У Полтави постоји споменик Јурију Кондратјуку.
- Његово име носи астеројид 3084 Кондратјук
- 21. јуна 2012. године Google је прославио 115 година од рођења Јурија Кондратјука постављањем дудла на главној страници[9].
- 2014. године његово  име укључено у Међународну свемирску салу славе Музеја историје свемира у Њу-Мексико[10].

- Јуриј Кондратјук новчаница

- Новчаница до 100. годишњег јубилеја

## Гледај такође
- Траса Кондратјука
- Полтавскиј музеј авијације и космонаутике

## Белешке
1. 1 2  Левин Владимир. „«Линия жизни Александра Шаргея"”. сайт «NewsWe.com» (рос.). Архивирано из оригинала 19. 12. 2021. г. Приступљено 05. 03. 2024.
2. ↑  Smolij, Valerij Andrijovyč, ур. (2021). Encyklopedija istoriï Ukraïny. kniha 1: Dodatkovyj tom. Kyïv: Naukova Dumka. ISBN 978-966-00-0632-4.
3. ↑  „Шаргей — Кондратюк — Луна”. Информационно-исторический портал «ваш год рождения» (рос.).
4. ↑  В. А. Шендеровський. (2009). Кондратюк Юрій Васильович. Енциклопедія історії України : у 10 т. / редкол.: В. А. Смолій (голова) та ін. К: Інститут історії України НАН України. стр. 560 с.
5. ↑  гол. ред. М. П. Бажан ; редкол.: О. К. Антонов та ін. (1980). Кондратюк Юрій Васильович // Українська радянська енциклопедія : у 12 т. /  — 2-ге вид. — Т. 5 : Кантата. К: Головна редакція УРЕ. стр. 566 с.
6. ↑  Назва мису Канаверал у 1964-1973 роках
7. ↑  А.Железняков. „«КОНДРАТЮК Юрий Васильевич (А. И.ШАРГЕЙ)» // «Энциклопедия „Космонавтика“»(рос.).”. «Энциклопедия „Космонавтика“»(рос.). Архивирано из оригинала 19. 12. 2021. г. Приступљено 05. 03. 2024.
8. ↑  „Юрий Васильевич Кондратюк // Космический мемориал (Є.Румянцева)”. Архивирано из оригинала 20. 06. 2013. г. Приступљено 05. 03. 2024.
9. ↑  „Google. Логотип «115 років від дня народження Юрія Кондратюка»”. Архивирано из оригинала 22. 12. 2015. г. Приступљено 05. 03. 2024.
10. ↑  „Юрій Васильович Кондратюк у Залі Слави Музею історії космосу у Нью-Мексико(англ.)”. Архивирано из оригинала 08. 12. 2015. г. Приступљено 05. 03. 2024.